# Sukaci, Stara Vîjivka
Sukaci (în ucraineană Сукачі) este un sat în comuna Stara Huta din raionul Stara Vîjivka, regiunea Volînia, Ucraina.

## Demografie
Componența lingvistică a localității Sukaci
     Ucraineană (100%)
Conform recensământului din 2001, toată populația localității Sukaci era vorbitoare de ucraineană (100%).